# Mihail Illarionovics Kutuzov
Mihail Illarionovics Golenyiscsev-Kutuzov (cirill betűkkel Михаил Илларионович Голенищев-Кутузов, Szentpétervár, 1745. szeptember 16. – Bunzlau, 1813. április 28.) a napóleoni háborúk leghíresebb orosz tábornoka, kora egyik legjelentősebb stratégája. I. Napóleon 1812-es oroszországi hadjárata során ő csalta tőrbe és semmisítette meg az óriási francia sereget, és ez végül a hódító császár bukásához vezetett.

## Életrajza a napóleoni háborúkig

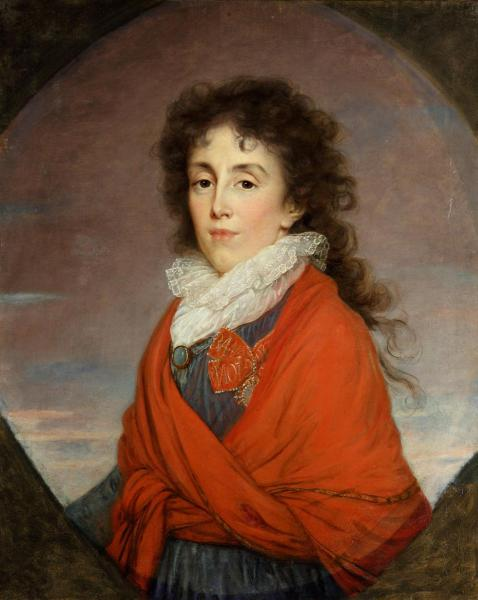
Kutuzov felesége

Illarion Matvejevevics Golenyiscsev-Kutuzov (1717–1784) tábornok és szenátor egyetlen fiaként katonacsaládba született. Kutuzov 1759 júliusában a családi hagyományoknak megfelelően  a nemesi tüzér és katonamérnöki iskolába került, majd tanulmányai végeztével (1761. február) egy rövid ideig matematika tanárként vállalt munkát.Tizenhat éves korában lépett a hadseregbe, öt év múlva zászlós lett.  A lengyelek ellen  vezetett hadjáratokban (1764–1769) vett részt, majd 1770-től kezdve a törökök ellen harcolt. Ekkor, a Krímben súlyosan megsebesült fején s egyik szemét elvesztette. Ezután külföldre utazott és hosszabb ideig távol volt hazájától.1778-ban vette el feleségül Jekatyerina Bibikovát. 1784-ben vezérőrnagy lett, s az általa szervezett Bug-menti vadászhadtest élén vett részt az 1787-91-es újabb török háborúban. Harcolt Odessza és Bender ostromában, a rimniki csatában (1790) is hősiesen viselkedett.

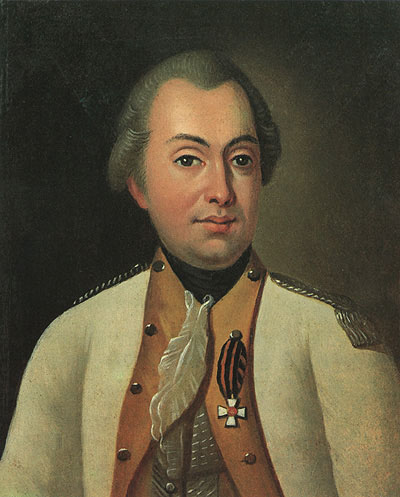
Kutuzov 1777-ben

Izmail ostrománál újra megsebesült. Szuvorov tábornok ebben az évben egy jelentésében különös figyelemmel emelte ki, és részletesen ecsetelte Kutuzov bátorságát, valamint rátermettségét.
1792-ben II. Katalin orosz cárnő Konstantinápolyba küldte, majd Finnország kormányzójává nevezte ki, ő képviselte hazáját a Poroszországgal és Svédországgal folytatott tárgyalásokon. I. Pál 1799-től Litvánia, 1801-től Szentpétervár katonai kormányzói posztjával bízta meg, de I. Pál meggyilkolása után, 1802-ben kegyvesztett lett és vidéki birtokára vonult vissza.

## A napóleoni háborúk idején
A harmadik Napóleon-ellenes koalíciós háború idején I. Sándor visszahívta, és kinevezte az orosz hadsereg élére. Feladata az osztrák erők támogatása, a Bécs ellen törő franciák megállítása volt, ám mielőtt a két sereg egyesülhetett volna, Napóleon Ulmnál megverte az osztrákokat. Az 1805 novemberében Dürrensteinnél győzedelmeskedő Kutuzov visszavonult, de a helyszínre érkező cár a harc mellett döntött. December 2-án Austerlitznél „a három császár csatájában” az oroszok és osztrákok katasztrofális vereséget szenvedtek.
Kutuzov ugyan sikeresen megmentette seregeit a teljes szétveréstől, mégis bűnbakká tették és leváltották. A kijevi, majd litvániai katonai kormányzó posztjára helyezték. Amikor kiderült, hogy Napóleon Oroszország ellen készül, és a felkészülést akadályozza a török háború, 1811 márciusában I. Sándor Kutuzovot nevezte ki a moldovai hadsereg főparancsnokává. Itt új stratégiát fejlesztett ki: az erődítmények ostroma helyett a mozgékonyságra helyezte a hangsúlyt, és fogságba ejtette az egész török sereget.
Napóleon 1812. június 22-én  megindította  csapatait Oroszország ellen. Kutuzov ekkor a pétervári, majd moszkvai népfelkelők élén állt. A cár augusztusban nevezte ki a hadsereg főparancsnokává, akkor, amikor a visszavonulásért sokat bírált elődje, Barclay de Tolly már Szmolenszket is feladta. Ezen a taktikán egy ideig Kutuzov sem változtatott. Tudta, hogy a franciákat csak úgy győzheti le, ha minél messzebb kerülnek bázisaiktól és utánpótlási vonalaik megnyúlnak, a francia császár így szinte zavartalanul hatolt előre. Kutuzov a cári udvar határozott nyomására végül csak Moszkva közelében vette fel a harcot. A két hadsereg Borogyino mellett rendkívül véres csatát vívott. Az ütközet döntetlenre végződött, mindkét fél győztesnek hirdette magát.
Napóleonnak először támadtak kétségei a végső sikerben, Kutuzov pedig bebizonyította: az ellenség kimerítése a megfelelő módszer. A csata után az oroszok újra visszavonultak. Feladták Moszkvát is, de előbb felgyújtották a várost. A haditanácsban Kutuzov így érvelt: Moszkva elestével még nem veszett el Oroszország, de a hadsereg elvesztésével igen.  Sikerült megőriznie csapatainak harckészségét, a franciáknak viszont – főleg az utánpótlás hiánya miatt – meg kellett hátrálniuk.
A Grande Armée 1812. október 19-én hagyta el Moszkvát, mivel Napóleon hiába várta a békeszerződést, és katonai döntést sem tudott elérni. A francia császár délnyugat felé elindult, hogy termékeny és érintetlen területen vonulhasson vissza, de Kutuzov elállta az útját, és a korábban már elpusztított, felperzselt vidékre terelte.
A franciák nem találtak elegendő élelmet, mozgásukat pedig az orosz rajtaütések mellett a partizánok tevékenysége is nehezítette, így a visszavonulás fejveszett menekülésbe torkollt. Ehhez hozzájárult a korán jött, kemény fagy is. Kutuzov több, kisebb-nagyobb ütközetben mért vereséget a hátráló franciákra, ám döntő összecsapást továbbra sem vállalt. Davout és Ney egyesült hadait is legyőzte Szmolenszk mellett, ezért megkapta a szmolenszki herceg címet. A franciákat Kalischig (Kalisz) üldözte, és onnan kiáltványt intézett egész Európához (1813. március 25.), hogy üzenjenek Napóleonnak irtóháborút. Sikereiért megkapta a Szent György-rend első fokozatát.
Az Oroszországra támadó francia hadseregből decemberre csak kb. 20–40 000 ember tudott hazavergődni. Napóleon ekkor már – katonáit hátrahagyva – Párizs felé tartott. 1813 elején Kutuzov folytatta a franciák üldözését Lengyel- és Poroszországban, eközben érte a halál 1813. április 28-án Bunzlaunál (ma Boleslawiec, Lengyelország).
Koporsóját másfél hónapon át vitték Szentpétervárra, de a város előtt öt versztával a nép kifogta a lovakat, és a koporsót vállukon vitték a Kazanyi-székesegyházba, ahol ünnepélyesen eltemették.

## Emlékezete
|  |  |  |

- Lev Tolsztoj a Háború és békében emlékezik meg róla (Kutuzov birtokai a Tolsztoj családéi lettek).
- Kutuzov-rend a második világháború idején alapított, ma is az egyik legmagasabb orosz katonai kitüntetés
- Róla nevezték el a Mihail Kutuzov nevű hajót.

## Érdekességek
A törökök elleni háborúkban kétszer, 1774-ben és 1788-ban kapott fejlövést. Az első golyó megsemmisítette a homloklebenyét, ami szeszélyes magatartást és kiszámíthatatlan döntéshozatalt idézett elő nála.